# Dionysos (Poot)
Dionysos is een compositie voor harmonieorkest of fanfare van de Belgische componist en lid van de componisten groep De Synthetisten Marcel Poot uit 1923.
Het werk is op cd opgenomen door het Groot Harmonieorkest van de Belgische Gidsen onder leiding van Norbert Nozy, door de Douane Harmonie Nederland onder leiding van Frank Rouschop en het Nationaal Jeugd Fanfareorkest onder leiding van Danny Oosterman en Luc Vertommen.